# Cyriel Verschaeve
Cyriel Verschaeve (ur. 30 kwietnia 1874 w Ardooie, zm. 8 listopada 1949 w Solbad Hall w Austrii) – belgijski duchowny katolicki, teolog, poeta, filozof i historyk sztuki, nacjonalista flamandzki i kolaborant III Rzeszy.

## Życiorys

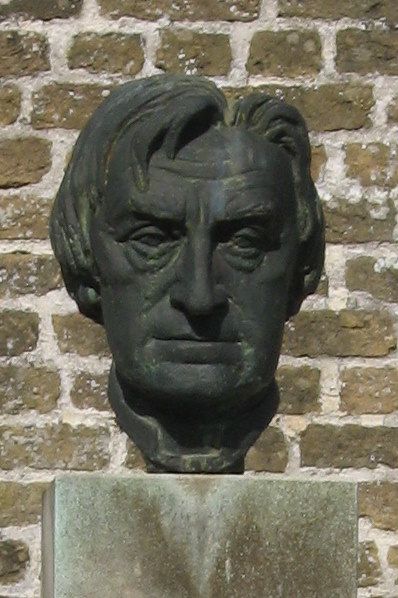
Portret Cyriel Verschaeve w Alveringem

W 1886 r. rozpoczął naukę w małym seminarium duchownym w Roeselare. W 1892 r. przeniósł się do Brugii, aby dokończyć studia. W 1897 r. otrzymał święcenia kapłańskie. Następnie studiował na uniwersytecie Friedricha Schillera w Jenie. W 1911 r. powrócił do Belgii, gdzie objął probostwo w Alveringem. Po zakończeniu I wojny światowej zaangażował się w działalność w ruchu pacyfistycznym; współuczestniczył w budowie pomnika IJzertoren (Wieża IJzer) w miejscowości Diksmuide nad rzeką Yser. W okresie międzywojennym sympatyzował z Niemcami. Zwolniony w 1939 r. jako kapelan, w 1940 r. napisał pracę pt. „Het Uur van Vlaanderen”, w której przedstawiał dowody sympatii Flamandów do narodowo-socjalistycznej Rzeszy, co podkreślał swoim romantycznym uwielbieniem dla XIX-wiecznej niemieckiej kultury imperialnej, symbolizowanej m.in. przez twórczość Richarda Wagnera.
W rezultacie po zajęciu Belgii przez wojska niemieckie w maju 1940 r., podjął kolaborację z okupantami, dyktowaną względami kulturalnymi. W poł. 1941 r. zaangażował się w akcję rekrutacyjną do Legion Flandern, przeznaczonego do walki z Sowietami na froncie wschodnim. Cyriel Verschaeve uważał ZSRR i „szatański bolszewizm” za największe zagrożenie dla europejskiej kultury i pokoju. W 1944 r. spotkał się z Reichsführerem SS Heinrichem Himmlerem w sprawie przyszłości sprawy flamandzkiej. Powiedział mu, że pomimo odrzucenia narodowo-socjalistycznego pogaństwa, widzi w tej ideologii dużo pozytywnych cech potrzebnych kościołowi katolickiemu. Do samego końca działań wojennych na obszarze Belgii prowadził propagandę rekrutacyjną do flamandzkich oddziałów Waffen-SS. Na pocz. 1945 r. uciekł do Austrii, gdzie ukrywał się aż do swojej śmierci 8 listopada 1949 r. W międzyczasie władze belgijskie skazały go zaocznie na karę śmierci.
W 1973 r. członkowie ekstremistycznej organizacji Vlaamse Militanten Orde przenieśli jego prochy do Flandrii.

## Publikacje
- 1911 – Jacob van Artevelde
- 1911 – Zeesymphonieën
- 1912 – Ferdinand Verbiest
- 1913 – De schoonheid van het evangelie
- 1913 – Passieverhaal
- 1913 – Philips van Artevelde
- 1916–1924 – Nocturnen
- 1917 – Judas
- 1920 – Het mysterie
- 1920–1922 – Uren bewondering voor groote kunstwerken
- 1928 – Maria Magdalena
- 1929 – De Kruisboom
- 1936 – Elijah
- 1936 – Nocturnen
- 1938 – Rubens, Vlaanderens Spectrum
- 1939 – Jezus
- 1944 – Eeuwige gestalten